# Elisabeth Helene von Vieregg
Elisabeth Helene von Vieregg (født 4. maj 1679, død 27. juni 1704) var en dansk-tysk grevinde og kong Frederik 4.'s hustru til venstre hånd.

## Liv og gerning
Hun var datter af Adam Otto von Vieregg til Weitendorff og Wartmannshagen, en meklenborgsk kammerpræsident, preussisk statsminister og gehejmeråd. Fra 1698 til 1706 var han preussisk gesandt i København. Hendes moder var Anna Helene von Wulffersdorff.

### Forholdet til kongen
I 1699 var Elisabeth Helene hofdame hos prinsesse Sophie Hedevig, og allerede da havde prinsessens broder, kronprins Frederik, fået øjnene op for hende. I maj samme år fik hun en kostbar diamantring som gave fra prinsen. Senest efter hans tronbestigelse i 1699 indledte hun et forhold med ham. Efter moderens død i København i februar 1701 billigede faderen hendes forbindelse med kongen. Han forsvarede den i et privat brev, der kom til offentlighedens kendskab og vakte stor forargelse.
Den 6. september 1703 blev hun ophøjet til grevinde og fik Antvorskov Gods som sin private ejendom. Hun blev ifølge faderen gift hemmeligt med kongen til venstre hånd.
Elisabeth fødte en søn, Frederik Gyldenløve, den 18. juni 1704, men han døde allerede den 9. marts 1705.

### Død i barselsseng
Hun døde i barselseng den 27. juni efter store lidelser og alvorlige samvittighedskvaler. Frederik IV siges at have taget sig hendes død meget nær.
Hun blev lagt på båre af overhofmesterinde Schindel og storkanslerinde Reventlow, hvis døtre efter hinanden kom til at indtage hendes plads som kongens elskerinde. Ved hendes prægtige begravelse ringede efter kongens befaling klokkerne i to timer fra tre af byens kirker.
Grevinden og hendes søn blev begravet i Vor Frelsers Kirke på Christianshavn.